# ヘテロ三量体Gタンパク質

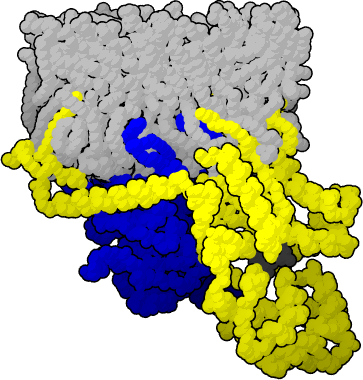
ヘテロ三量体Gタンパク質が脂質アンカーとともに描かれている。GDPは黒、αサブユニットは黄色、βγサブユニットは青で示されている。

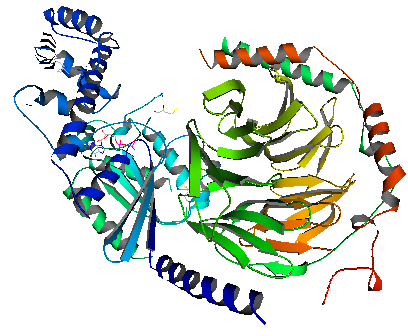
ヘテロ三量体型Gタンパク質の立体構造

ヘテロ三量体Gタンパク質（ヘテロさんりょうたいGタンパクしつ、英: heterotrimeric G protein）は、ヘテロ三量体型複合体を形成する膜結合型Gタンパク質であり、単量体の低分子量GTPアーゼとの対比で"large G protein"と呼ばれることもある。ヘテロ三量体Gタンパク質と単量体Gタンパク質との最大の差異は、ヘテロ三量体タンパク質はGタンパク質共役受容体（GPCR）と呼ばれる細胞表面受容体に直接結合することである。これらのGタンパク質は、α、β、γのサブユニットから構成される。αサブユニットはGTPとGDPのいずれかを結合しており、Gタンパク質の活性化のオン・オフのスイッチとして機能する。
リガンドがGPCRに結合すると、GPCRはグアニンヌクレオチド交換因子（GEF）としての能力を獲得し、Gタンパク質αサブユニットに結合したGDPをGTPへ交換することでGタンパク質を活性化する。αサブユニットへのGTPの結合によって構造変化が引き起こされ、Gタンパク質の残りの部分からの解離が引き起こされる。一般的に、αサブユニットは下流のシグナル伝達カスケードの膜結合型エフェクタータンパク質に結合するが、βγ複合体もこうした機能を果たす。Gタンパク質はcAMP/PKA経路、イオンチャネルやMAPK、PI3Kを介した経路などに関与している。
このようなGタンパク質には、Gi/o、Gq、Gs、G12/13という4つの主要なクラスが存在する。

## αサブユニット

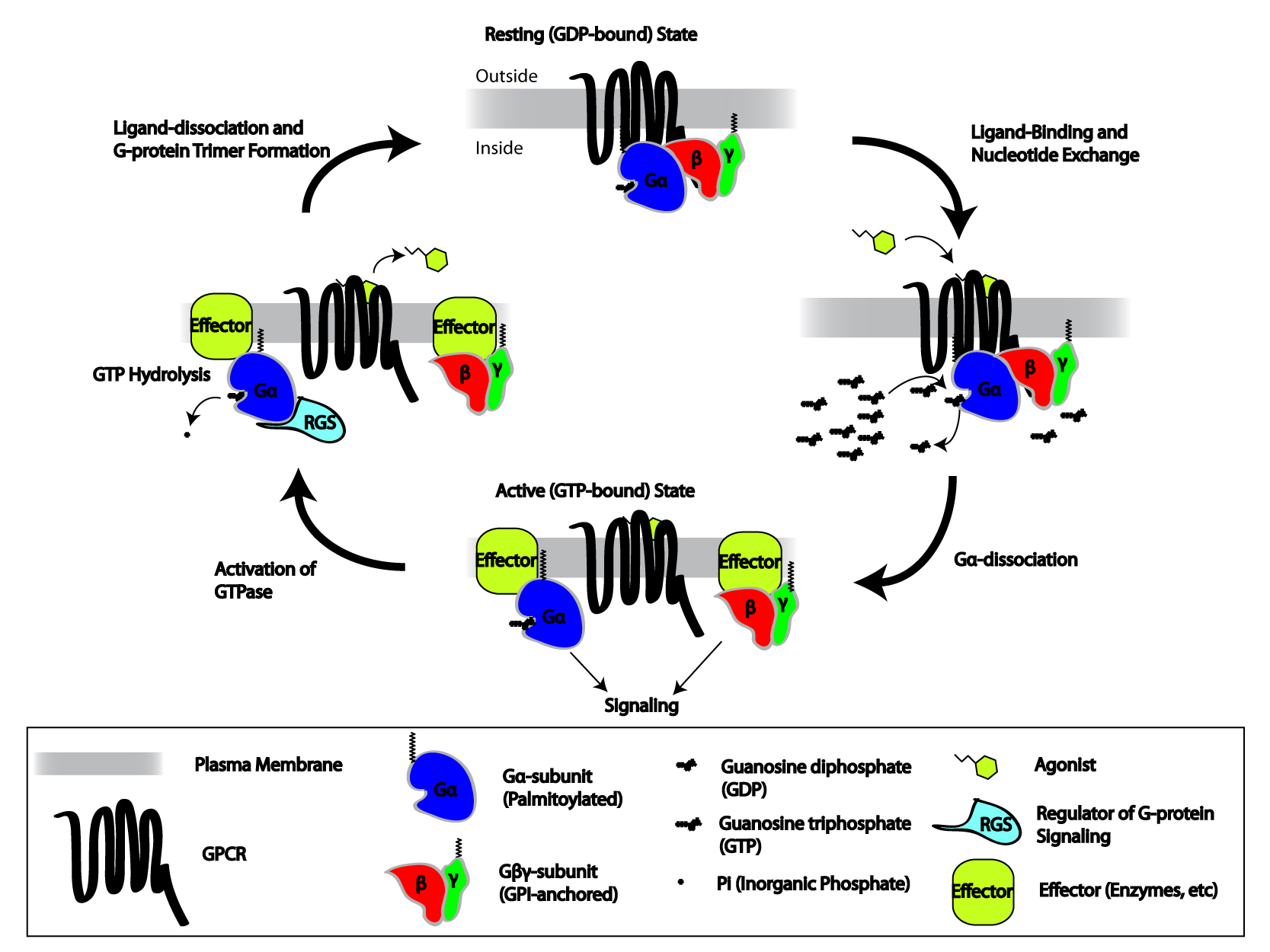
Gタンパク質共役受容体活性化経路におけるGタンパク質の役割

1980年代初頭に行われた再構成実験では、精製されたGαサブユニットが直接エフェクター酵素を活性化することが示された。GTP結合型のトランスデューシン（Gt）αサブユニットは網膜の桿体の外節のcGMPホスホジエステラーゼを活性化し、GTP結合型のGsタンパク質αサブユニットはホルモン感受性アデニル酸シクラーゼを活性化する。同じ組織に複数のタイプのGタンパク質が共在することもあり、例えば脂肪組織では、アデニル酸シクラーゼを活性化または阻害するために、交換可能なβγ複合体を持つ2種類の異なるGタンパク質が利用される。刺激ホルモンの受容体によって活性化されたGsタンパク質のαサブユニットはアデニル酸シクラーゼを活性化し、アデニル酸シクラーゼによってcAMPが産生されて下流のシグナル伝達カスケードに利用される。一方、抑制ホルモンの受容体によって活性化されたGiタンパク質のαサブユニットはアデニル酸シクラーゼを阻害し、下流のシグナル伝達カスケードが遮断される。
Gαサブユニットは、GTPアーゼドメインとαヘリカルドメインの2つのドメインから構成される。
Gαサブユニットは少なくとも20種類存在し、配列相同性に基づいて4つの主要なグループへ分類される。
| ファミリー                             | αサブユニット            | 遺伝子                     | シグナル伝達                                                                                | 利用する受容体 (例) | 影響 (例)                                                                    |
| -------------------------------------- | ------------------------ | -------------------------- | ------------------------------------------------------------------------------------------- | --- | ---------------------------------------------------------------------------- |
| Giファミリー (InterPro: IPR001408)     |                          |                            |                                                                                             | |                                                                              |
| Gi/o                                   | αi, αo                   | GNAO1, GNAI1, GNAI2, GNAI3 | アデニル酸シクラーゼの阻害、K+チャネルの開口（β/γサブユニットを介して）、Ca2+チャネルの閉口 | ムスカリン性アセチルコリン受容体 M2、M4、 ケモカイン受容体、α2アドレナリン受容体、セロトニン受容体 5-HT1、 ヒスタミン受容体 H3、H4、D2様ドーパミン受容体、カンナビノイド受容体 CB2 | 平滑筋収縮、神経活動の抑制、白血球からのインターロイキンの分泌               |
| Gt                                     | αt (トランスデューシン)  | GNAT1, GNAT2               | PDE6（ホスホジエステラーゼ6）の活性化                                                       | ロドプシン | 視覚                                                                         |
| Ggust                                  | αgust (ガストデューシン) | GNAT3                      | PDE6の活性化                                                                                | 味覚受容体 | 味覚                                                                         |
| Gz                                     | αz                       | GNAZ                       | アデニル酸シクラーゼの阻害                                                                  | | 蝸牛内リンパ液と外リンパ液の電解質バランスの維持                             |
| Gsファミリー (InterPro: IPR000367)     |                          |                            |                                                                                             | |                                                                              |
| Gs                                     | αs                       | GNAS                       | アデニル酸シクラーゼの活性化                                                                | βアドレナリン受容体、セロトニン受容体 5-HT4、5-HT6、5-HT7、D1様ドーパミン受容体、ヒスタミン受容体 H2、 カンナビノイド受容体 CB2                                                    | 心拍の増加、平滑筋の弛緩、神経活動の刺激、白血球からのインターロイキンの分泌 |
| Golf                                   | αolf                     | GNAL                       | アデニル酸シクラーゼの活性化                                                                | 嗅覚受容体 | 嗅覚                                                                         |
| Gqファミリー (InterPro: IPR000654)     |                          |                            |                                                                                             | |                                                                              |
| Gq                                     | αq, α11, α14, α15, α16   | GNAQ, GNA11, GNA14, GNA15  | ホスホリパーゼCの活性化                                                                     | α1アドレナリン受容体、ムスカリン性アセチルコリン受容体 M1、M3、M5、ヒスタミン受容体 H1、セロトニン受容体 5-HT2                                                                     | 平滑筋収縮、Ca2+の流入                                                       |
| G12/13ファミリー (InterPro: IPR000469) |                          |                            |                                                                                             | |                                                                              |
| G12/13                                 | α12, α13                 | GNA12, GNA13               | RhoファミリーGTPアーゼの活性化                                                              | | 細胞骨格機能、平滑筋収縮                                                     |

## Gβγ複合体
βサブユニットとγサブユニットは互いに密接に結合しており、Gβγ複合体と呼ばれる。βサブユニットとγサブユニットの双方にさまざまなアイソフォームが存在し、いくつかの組み合わせで二量体が形成されるが、他の組み合わせでは形成されない。例えば、β1はγ1、γ2の双方と結合するが、β3はどちらとも結合しない。GPCRの活性化に伴って、Gβγ複合体はGαサブユニットのGDP-GTP交換後に放出される。

### 機能
遊離したGβγ複合体はそれ自身がシグナル伝達分子として作用し、他のセカンドメッセンジャーを活性化したり、イオンチャネルを直接開閉したりする。
例えば、ヒスタミン受容体に結合していたGβγ複合体はホスホリパーゼA2を活性化する。一方、ムスカリン性アセチルコリン受容体に結合していたGβγ複合体はGタンパク質共役内向き整流カリウムチャネル（GIRK）を直接開口する。アセチルコリンが細胞外リガンドである場合、心臓細胞は正常に過分極して心筋の収縮を低下させる。ムスカリンのような物質がリガンドとして作用すると、危険なレベルの過分極によって幻覚が引き起こされる。このよに、Gβγが正しく機能することは我々の生理的な健康に重要である。他の機能としては、H3受容体の薬理作用としてみられるように、L型カルシウムチャネルの活性化がある。